# Дитерскирхен
Дитерскирхен (њем. Dieterskirchen) општина је у њемачкој савезној држави Баварска. Једно је од 33 општинска средишта округа Швандорф. Према процјени из 2010. у општини је живјело 1.034 становника. Посједује регионалну шифру (AGS) 9376122.

## Географски и демографски подаци
Дитерскирхен се налази у савезној држави Баварска у округу Швандорф. Општина се налази на надморској висини од 499 метара. Површина општине износи 24,1 km². У самом мјесту је, према процјени из 2010. године, живјело 1.034 становника. Просјечна густина становништва износи 43 становника/km².

## Међународна сарадња
| Мјесто | Држава    | Врста сарадње | Од    |
| ------ | --------- | ------------- | ----- |
|        | Француска | партнерство   | 2005. |
| Извор  |           |               |       |